# Ever After High
Ever After High (Школа Долго и Счастливо, также Школа Эвер Афтер) — мультсериал, основанный на одноименной франшизе модных кукол компании Mattel. Спин-офф популярного мультсериала Monster High. Однако, в отличие от последнего, главные герои Ever After High не являются детьми известных монстров, они — дети сказочных персонажей.

## Сюжет
Ever After High — школа, расположенная в вымышленном мире, где учатся подростки — потомки таких сказочных персонажей, как Шляпник, Белоснежка, Снежная королева, Золушка, Златовласка, Спящая красавица и других. Все они обладают волшебными способностями.
Главная интрига мультсериала носит философский характер — герои поставлены перед выбором: жить по предначертанной сказкой судьбе или же творить свою судьбу самостоятельно, но столкнуться с трудностями. Кроме того, им предстоит выбрать — примкнуть к группе послушных наследников Royal или бунтарям Rebel. Свой выбор можно сделать лишь единожды.

## Создание
Вдохновившись успехом Monster High, компания Mattel объявила о выпуске новой линейки кукол Ever After High в июле 2013 года. На разработку франшизы Mattel потратила до 20 миллионов долларов.
В июне 2014 года компания Netflix сообщила, что занимается созданием серии эпизодов Ever After High в формате web series. За основу мультсериала Ever After High были взяты книга Шеннон Хейл «Дневник легенд», сюжет которой посвящен приключениям кукол в школе Долго и Счастливо, а также серия книг известной детской писательницы Сьюзан Серфорс «Эвер Афтер Хай: школьные истории». Первые веб-эпизоды Ever After High стали доступны для просмотра с любой платформы 6 февраля 2015 года.